# 한국의 건축

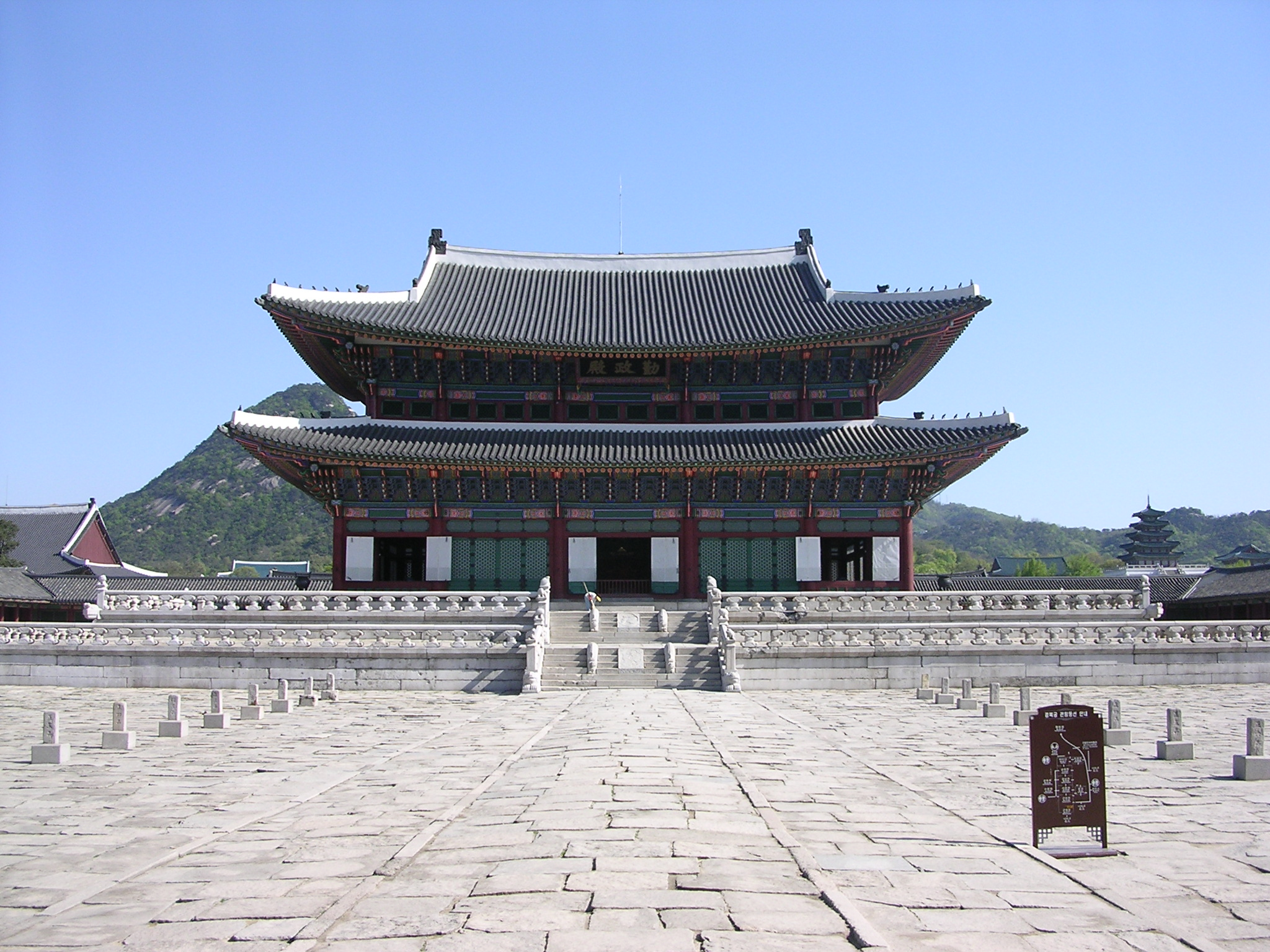
경복궁

한국 건축은 한반도와 한국인의 전통 건축문화와 양식, 근현대 건축물을 아우르는 용어이다. 
한국의 전통 건축은 주변 자연 경관과의 조화를 중요하게 여기며, 번잡하지 않고 균형 잡힌 안정감을 특징으로 한다. 또한, 목조 건축이 주류를 이루었으며, 온대 계절풍 기후로 인한 겨울 추위에 대응하는 내한적(耐寒的) 건축으로 발달해 왔다. 

## 특성
한국 전통 건축은 자연을 거스르지 않고 순응하려는 태도로 계획되었으며, 과장되거나 허세를 부리지 않고 주변 환경과 어우러져 전체적인 비례와 조화미를 추구하는 것이 특징이다. 재료적인 측면에서는 소나무, 화강암, 진흙 등 주변에서 쉽게 구할 수 있는 천연 재료를 사용하여 자연과 동화되도록 만들었다. 특히 목조 건축에서는 가공하지 않은 초석, 배흘림기둥, 자연스러운 형태의 보를 사용하기도 했다.
한국 건축의 선은 유연성을 갖는 것이 특징이며, 이는 지붕에서 가장 두드러지게 나타난다. 처마선과 용마루선이 유연한 곡선을 이루며, 이러한 지붕 처마의 곡선미는 한국 전통 건축에서 나타나는 가장 아름다운 모습 중 하나이다. 한국 건축에서는 직선보다 곡선이 주로 사용된다. 
또한, 한국 건축은 서양 건축과 달리 경계가 명확하지 않은 공간이 많다. 문간, 마당, 처마, 방, 대청 등은 모호한 경계를 가지며, 이는 공간의 중첩과 상호 관입으로 나타나 안과 밖의 경계가 모호한 특징을 보인다.

## 역사

### 선사 시대
한국 건축의 역사는 선사시대부터 시작된다. 
신석기 시대에는 땅을 파고 나무, 흙, 짚을 활용하여 만든 움집이 주거 공간의 원형으로 볼 수 있다. 움집은 겨울에는 보온 효과를, 여름에는 냉기를 제공했으며, 중심의 화덕과 원형 구조는 이후 온돌과 방 구조의 원형이 되었다. 청동기 시대에는 점차 집터가 지상으로 올라오며 반움집 형태가 등장했고, 벽돌과 나무를 활용한 건축이 시작되었다. 철기 시대에는 기와가 도입되어 주로 상류층 주택의 지붕 형태로 사용되었다. 

### 삼국시대와 남북국시대
삼국시대에는 고대 국가 체제가 정비되면서 도성과 궁궐, 사찰 건축 등이 발달했다. 특히 고구려는 추운 기후로 인해 온돌 기술이 가장 먼저 발전했으며, 평양 안학궁 터에서 온돌과 목조 기둥 흔적이 발견되어 고구려 한옥의 구조적 특징을 보여준다. 신라는 황룡사와 같은 대규모 사찰 건축을 통해 건축 기술을 발전시켰다. 
삼국시대에 들어서면서 사찰과 궁궐 건축 등의 목조건축과 더불어 석조문화가 발전하기 시작했다. 백제의 미륵사지석탑, 신라의 분황사 모전석탑, 하동 탑리 삼층석탑 등의 석탑 문화와 창원 불곡사 석조비로자나불좌상, 익산 연동리 석조여래좌상 등의 석불 문화 조성이 대표적이다. 봉분의 경우에도 고구려와 백제를 중심으로 석재가 중심을 이루는 석실분이 중심을 이루었으며, 공격과 방어의 중심으로서 성곽도 발달하였다.
통일신라 시대에는 불교 건축이 더욱 발전하여 불국사와 석굴암과 같은 걸작이 탄생했다. 이 시기 건축은 정교한 석조 기술과 목조 기술의 조화를 보여준다. 발해 건축은 고구려의 영향을 받아 웅장하고 견고한 특징을 보인다. 

### 고려와 조선
고려시대에는 목조 건축 기술이 더욱 정교해졌으며, 건물의 내구성과 장식을 동시에 강조했다. 왕실 건축과 사찰에서는 다포식 구조가 도입되어 건축물의 안정성과 웅장함이 극대화되었다. 주심포 양식과 다포 양식이 발전하여 권위 건축의 주축을 이루었다. 
조선시대에는 유교의 영향으로 검소하고 실용적인 건축이 강조되었다. 한옥은 자연과의 조화를 중시하는 건축 철학을 반영하는 대표적인 주거양식으로, 바람이 잘 통하는 구조와 온돌 난방 시스템을 통해 효율적인 주거 환경을 제공했다. 양반가 한옥은 넓은 대청마루와 사랑채, 안채로 구성된 분리된 공간 구조가 특징이며, 서민 한옥은 단순하고 소박한 구조로 초가와 기와가 혼재되었다. 궁궐 건축으로는 경복궁, 창덕궁, 창경궁 등이 있으며, 종묘와 성균관, 향교 등도 중요한 건축물이다. 

### 근현대
19세기 말 개항과 더불어 서구 양식이 유입되면서 한국 전통 건축은 새로운 전환기를 맞이했다. 일제강점기에는 일본과 서양의 건축 양식이 혼합된 건축물이 등장했으며,  광복 이후 한국 전쟁의 폐허 속에서 급속한 산업화와 도시화를 경험하며, 1960~70년대에는 대규모 아파트 단지가 등장하여 한국의 도시 주거 문화가 한옥에서 현대식 건축물로 빠르게 전환되었다. 현대 건축에서는 전통 건축의 요소를 변용하거나 추상화하여 한국적인 느낌을 표현하려는 시도가 이루어지고 있다. 

## 유네스코 세계유산
한국의 건축물 중 다수가 유네스코 세계유산으로 등재되어 있다.
- 석굴암과 불국사 (1995년)
- 해인사 장경판전 (1995년)
- 종묘 (1995년)
- 창덕궁 (1997년)
- 수원 화성 (1997년)
- 경주역사유적지구 (2000년)
- 고창, 화순, 강화 고인돌 유적 (2000년)
- 조선왕릉 (2009년)
- 한국의 역사마을: 하회와 양동 (2010년)
- 남한산성 (2014년)
- 백제역사유적지구 (2015년)
- 산사, 한국의 산지승원 (2018년)
- 한국의 서원 (2019년)
- 가야고분군 (2023년)

## 같이 보기
- 대한민국의 건축